# Aenne Burda
Pour les articles homonymes, voir Burda.
Aenne Burda, née le 28 juillet 1909 à Offenbourg et morte le 3 novembre 2005 à Offenbourg, est une éditrice de presse allemande. Elle achète une petite maison d'édition de presse en 1949 et la transforme en groupe de premier plan. Le groupe Burda publie 235 titres de presse dans le monde dont 64 en Allemagne.

## Biographie

### Jeunesse et formation
Anna Magdalena Lemminger naît à Offenbourg le 28 juillet 1909. Elle prend plus tard le prénom Aenne, inspiré de la chanson Ännchen von Tharau. Elle est la fille de Franz Lemminger, conducteur de locomotive et d'Anna Maria Armbruster. Sa mère, convertie au catholicisme, est très prise par son engagement religieux et Aenne a une relation très proche avec son père. Elle fréquente une école publique puis une école religieuse et, finalement, une école de commerce. Lors de son apprentissage à la compagnie d'électricité d'Offenbourg, elle y rencontre Franz Burda (de) (1903-1986), qui travaille alors comme imprimeur. Ils se marient le 9 juillet 1931 et ont trois fils, Franz (1932-2017), Frieder (1936 - 2019) et Hubert Burda (1940-),,,.

### Édition

#### 1949–1961
Aenne Burda obtient de son mari un soutien financier pour la création de sa propre maison d'édition. Elle le menace en fait de divorcer s'il ne cesse de financer les éditions Effi-Moden qui appartiennent à sa maîtresse, Elfriede Breuer et d'investir à son profit à elle,..
En 1949, elle réussit à reprendre la maison d'édition de mode endettée de l'ancienne secrétaire de Franz Burda à Lahr, avec 48 employées en majorité féminines. Le 1er octobre 1949, elle publie pour la première fois le magazine Favorit, rebaptisé Burda Moden en janvier 1950 et diffusé à 100 000 exemplaires. 
Durant cette période d'après-guerre, les matières premières sont encore rares et la confection quasi inexistante. Les femmes confectionnent souvent les vêtement avec des tissus de récupération. Le magazine burda Moden combine articles et illustrations. À partir de 1952, il inclut ses premiers patrons de couture sur papier, à réaliser soi-même, ce qui met à la portée de tous et toutes des modèles à la mode pour seulement le prix du tissu. À côté du magazine Burda Moden, elle édite également des patrons pochette dès 1952,,.
Ces patrons de couture sont connus depuis le XIXe siècle et dus à l'entrepreneur américain Ebenezer Butterick qui les crée en 1863. Cependant, ce n'est qu'avec l'idée commerciale d'Aenne Burda que cette aide au modèle prend sa place dans l'histoire économique allemande. 

#### 1961-1994
Avec le rachat de la maison d'édition Beyer à Wiesbaden et du magazine Beyer Mode le 1er octobre 1963, burda Moden devient le magazine de mode le plus vendu au monde avec un tirage de 1,2 million d'exemplaires. burda Moden se vend à plus d'un million d'exemplaires en 1965 et à 1,5 million en 1968. Il est vendu dans 125 pays sous forme d’éditions spéciales et de versions traduites. En 1976, le tirage grimpe à 2,5 millions d'exemplaires,,.
Parallèlement, en 1953, Aenne Burda lance le trimestriel de mode haut de gamme Burda International. Dix ans plus tard, elle se lance dans la cuisine avec Burda-Kochstudio. Elle rédige elle-même une chronique mode régulière. Dans les années 1970 et 1980, Burda s'enrichit d'autres titres, notamment des magazines de mode spécialisés et d'autres axés sur le tricot, le crochet, les poupées faites maison, la mode pour écoliers et les décorations de Noël. En 1971, Aenne Burda fonde Meredith-Burda avec une importante imprimerie américaine pour pénétrer le marché américain,. 
En 1987, le magazine Burda Moden devient le premier magazine de mode occidental à être vendu en russe en Union soviétique. Cette ouverture spectaculaire du marché est principalement due à l’intérêt de Raïssa Gorbatcheva et de son mari, Mikhaïl Gorbatchev, alors secrétaire général du Parti communiste de l'Union soviétique et président. Le 8 mars 1987, à l'occasion de la Journée internationale de la femme, Aenne Burda est célébrée lors d'une cérémonie à Moscou. Dans ses mémoires, elle décrit la présentation de son magazine et de sa collection à Moscou comme le point culminant de sa vie.
Après 45 ans de gestion, la maison d'édition enregistre en 1994 un chiffre d'affaires de l'équivalent de 150,2 millions d'euros (172 millions de Deutsche Mark de l'époque). 
En 1994, Aenne Burda transmet sa maison d'édition à parts égales à ses trois fils. Frieder et Franz Burda vendent leurs parts à Hubert Burda, qui préside déjà l'entreprise depuis 1987. Les magazines et leurs entreprises associées sont regroupés administrativement. Aenne Burda reste active au sein de l'entreprise, désormais renommée Hubert Burda Medien (médias), l'un des plus grands conglomérats d'édition d'Allemagne.

### Autres centres d'intérêt
Sortie de la pauvreté dès son enfance, Aenne Burda mène une vie fastueuse, faite de voyages, de fêtes, de défilés de mode et de galas de cinéma. elle voue une passion aux belles voitures de sport.  
Elle utilise également son argent à des fins caritatives, soutient des projets à but non lucratif et agit en tant que mécène artistique.  
Elle s'entoure également d'un réseau relationnel avec des personnalités du monde politique, du cinéma, de la mode et des médias. Avec sa Fondation Aenne Burda, elle soutient l'art, la culture, la protection de l'environnement et des monuments, les soins aux personnes âgées et les personnes dans le besoin. 
Aenne Burda meurt le 3 novembre 2005 à l'âge de 96 ans à Offenbourg. À sa mort, ses publications sont diffusées en 16 langues et dans quelque 90 pays.

## Hommages et distinctions
- 1979 : Ehrenring de la ville d'Offenbourg[3]
- 1989 : Médaille Jakob Fugger de l'Association des éditeurs de magazines de Bavière[6]
- 2001 : Grand-Croix de l'Ordre du Mérite de la République fédérale d'Allemagne avec étoile[6]

La vie d'Aenne Burda fait l'objet d'une mini-série en deux épisodes, réalisée par Francis Meletzky (de) : Aenne Burda: Die Wirtschaftswunderfrau,.
La ville d'Offenbourg donne son nom à une rue en 2004 et la nomme citoyenne d'honneur,.
En 2006, Hubert Burda fonde le Prix Aenne Burda pour commémorer l’engagement entrepreneurial et social de sa mère, en récompensant chaque année des « jeunes femmes qui ont réussi dans les médias ». L'architecte Zaha Hadid reçoit ce prix en 2013
À l'occasion du 100e anniversaire de la naissance d'Aenne Burda, la ville d'Offenburg organise une exposition sur sa vie et son œuvre au Museum im Ritterhaus (de) du 18 juillet 2009 au 10 janvier 2010.

## Publications
- (de) Handarbeitsbücher für Schule, Beruf und Haus, Lahr, Modeverlag Burda
- (de) Ansichten, Einsichten, Erfahrungen, Offenbourg, Burda Verlag, 1989 (ISBN 3-88978-039-3)

## Pour approfondir